# وين/جيا
وين/جيا هي ائتلاف تجاري عالمي في مجال الأبحاث بين الشبكة العالمية المستقلة ومؤسسة غالوب الدولية. أُسست المجموعة في مايو 2010 عندما اندمجتا سويًا كل من مؤسسة غالوب الدولية، التي تأسست عام 1947 والشبكة العالمية المستقلة، التي تأسست في أبريل 2007. ويقع المقر الرئيسي لها في زيورخ، سويسرا، مع عضوية 72 من سبعين دولة حول العالم.

## الإدارة
تخضع وين/جيا لإدارة مكونة من تسعة أعضاء ورئيس واحد. يتم انتخاب الرئيس مرة كل أربع سنوات، فيما يتم انتخاب أعضاء مجلس الإدارة مرة كل سنتين.

## الأعضاء
- أفغانستان
- ألبانيا
- الأرجنتين
- أرمينيا
- أستراليا
- النمسا
- أذربيجان
- بنغلاديش
- بلجيكا
- البوسنة والهرسك
- البرازيل
- بلغاريا
- الكاميرون
- كندا
- تشيلي
- الصين
- كولومبيا
- التشيك
- الدنمارك
- الإكوادور
- مصر
- فيجي
- فنلندا
- فرنسا
- جورجيا
- ألمانيا
- غانا
- اليونان
- هونغ كونغ
- آيسلندا
- الهند
- إندونيسيا
- العراق
- أيرلندا
- إيطاليا
- اليابان
- كينيا
- كوريا
- الكويت
- لبنان
- ليتوانيا
- مقدونيا
- ماليزيا
- المكسيك
- المغرب
- موزمبيق
- هولندا
- نيجيريا
- باكستان
- فلسطين
- بيرو
- الفلبين
- بولندا
- البرتغال
- رومانيا
- روسيا
- السعودية
- صربيا
- سنغافورة
- جنوب أفريقيا
- إسبانيا
- السويد
- سويسرا
- تايلاند
- تونس
- تركيا
- الإمارات العربية المتحدة
- المملكة المتحدة
- أوكرانيا
- الولايات المتحدة
- فيتنام

## نزاع قانوني
تتنازع كل من منظمة غالوب ومؤسسة غالوب الدولية قانويًا على استخدام اسم غالوب.